# Coín (kommunhuvudort)
Coín är en kommunhuvudort i Spanien.   Den ligger i provinsen Provincia de Málaga och regionen Andalusien, i den södra delen av landet, 400 km söder om huvudstaden Madrid. Coín ligger 210 meter över havet och antalet invånare är 21 866.
Terrängen runt Coín är huvudsakligen kuperad, men åt nordost är den platt.Runt Coín är det ganska tätbefolkat, med 179 invånare per kvadratkilometer. Närmaste större samhälle är Mijas, 12,7 km sydost om Coín. Trakten runt Coín består till största delen av jordbruksmark.